# گیتس سنتر (نیویورک)
گیتس سنتر (به انگلیسی: Gates Center) یک منطقهٔ مسکونی در ایالات متحده آمریکا است که در شهرستان مونرو، نیویورک واقع شده‌است.